# Dunama janecoxae
Dunama janecoxae (лат.) — вид бабочек-хохлаток (Nystaleinae) из семейства Notodontidae. Эндемик Центральной Америки: Коста-Рика, Cordillera Volcanica de Guanacaste и восточные склоны Cordillera de Tilaran and Talamanca, на высотах от 1,090 до 1,185 м. 
Длина передних крыльев самцов 16,1—17,4 мм. Цвет серо-коричневый. Гусеницы питаются растениями рода Chamaedorea costaricana. Вид D. jessiebarronae был назван в честь Ms. Jane Cox, матери Джесси Хилл (Jessie Hill, Филадельфия и Гавайи) в признании вклада Jessie Hill в охрану лесов, где обитает данный вид.

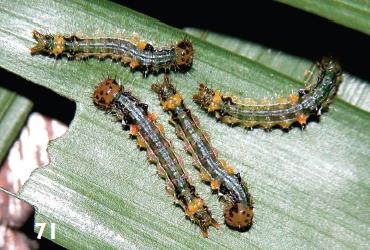
Гусеницы
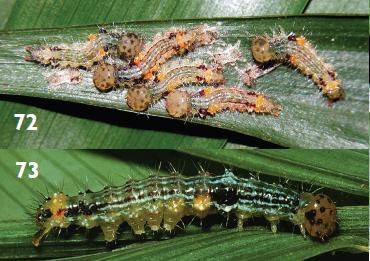
Гусеницы
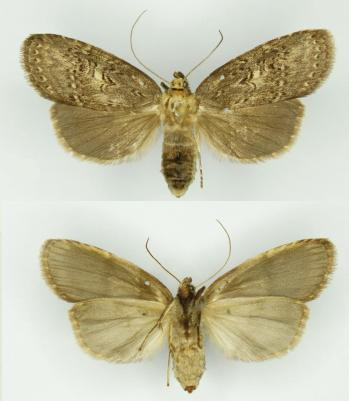
Самка Dunama janecoxae